# Тролейбус у Гянджі
Гяндзький тролейбус — тролейбусна система, що була частиною системи громадського транспорту в місті Гянджа, другому за кількістю населення місті в Азербайджані протягом другої половини XX століття.

## Історія
Систему було відкрито 1 травня 1955 р. За часів найбільшого розвитку система складалася з восьми маршрутів, а сукупна протяжність маршрутів складала 112,9 км. Мережу було закрито у 2004 р.

## Розклад руху
Перед закриттям тролейбуси працювали лише на 7 маршруті, котрий працював лише в години пік.

## Рухомий склад
Перед закриттям системи тролейбусний парк Гянджі складався з 9 тролейбусів моделі Škoda 9Tr та ЗіУ-682.
Раніше система користувалася тролейбусами наступних типів:
- МТБ-82
- Škoda 14Tr
- ЗіУ-5
- ЗіУ-9